# Síp thuộc Anh
Síp thuộc Anh (Tiếng Anh: British Cyprus) là một thuộc địa của Đế quốc Anh, được quản lý từ năm 1878 đến năm 1914 với tư cách là lãnh thổ được Anh bảo hộ, từ năm 1914 đến 1925, Đế quốc Anh chiếm đóng đảo Síp và từ năm 1925 đến năm 1960, hòn đảo này trở thành một thuộc địa vương thất của Anh. Sau Hiệp định London và Zürich ngày 19/02/1959, Síp trở thành một nước cộng hòa độc lập vào ngày 16/08/1960. Tuy nhiên, Ngày Độc lập của Síp được chọn là ngày 1/10

## Lịch sử

### Sự hình thành

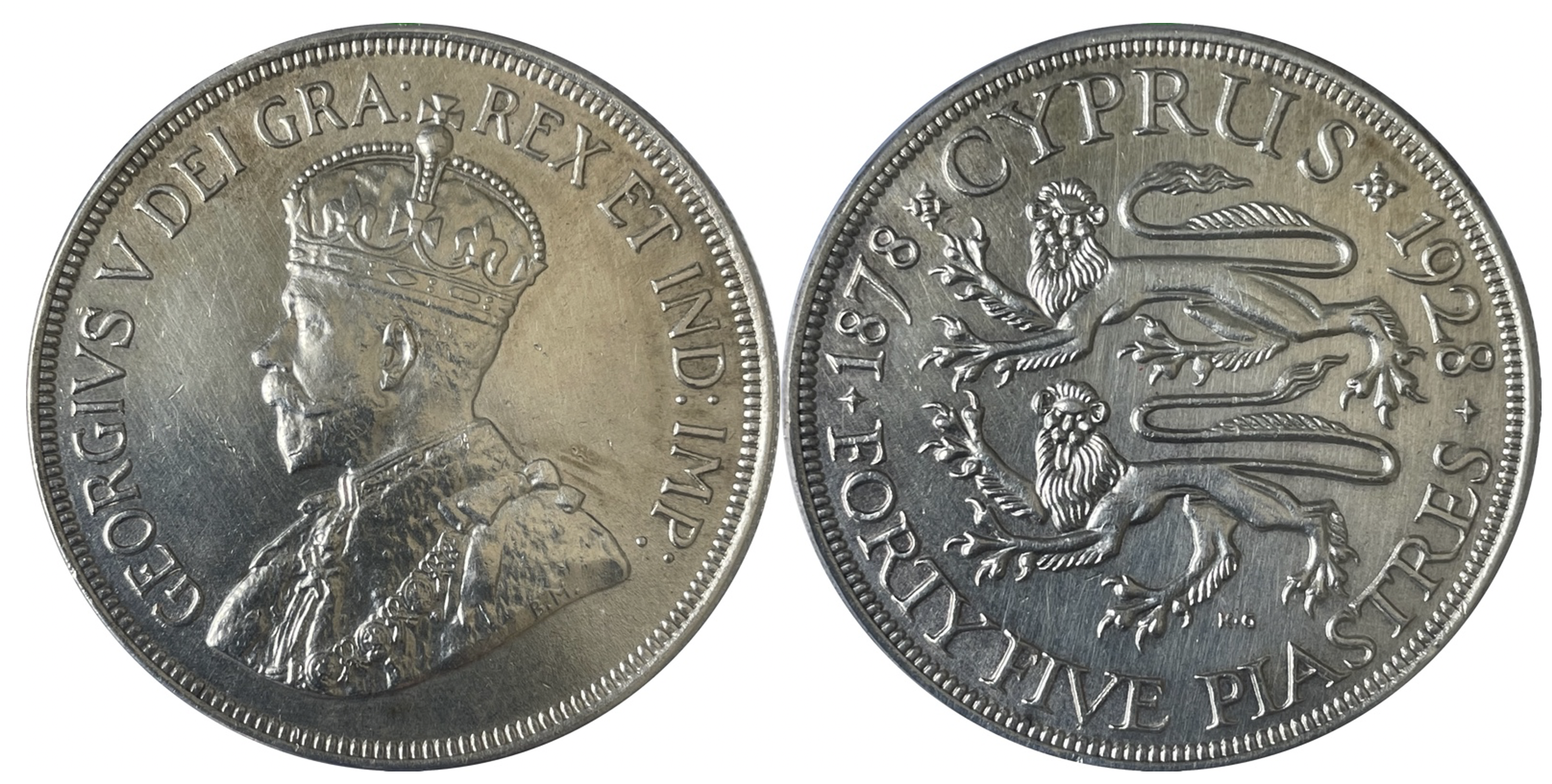
Xu bạc: 45 piastre George V_Kỷ niệm 50 năm Anh thuộc địa Đảo Síp - 1928

Đảo Síp là một phần lãnh thổ của Đế quốc Ottoman, thuộc Quần đảo Vilayet, sau đó lãnh thổ này bị Cộng hòa Venice chinh phục vào năm 1570-1571.
Sau khi Công ước Síp được ký kết vào ngày 04/06/1878, Đảo Síp trở thành đất bảo hộ của Anh, dù trên cơ bản nó vẫn là một phần lãnh thổ của Đế quốc Ottoman, kết quả của điều này được tạo ra sau khi Chiến tranh Nga-Thổ kết thúc. Síp sau đó được tuyên bố là một quốc gia được Anh bảo hộ và được hợp nhất không chính thức vào Đế quốc Anh. Điều này vẫn giữ nguyên cho đến ngày 05/11/1914, khi người Ottoman gia nhập khối các Cường quốc Trung tâm, và bước vào Thế chiến thứ nhất. Anh thực hiện chiếm đóng bằng quân sự với đảo Síp và tuyên bố sáp nhập toàn bộ lãnh thổ này. Năm 1925, đảo Síp trở thành thuộc địa vương thật của Anh, và Anh đã tuyên bố sáp nhập Síp qua 2 lần. Lần đầu tiên thông qua Hòa ước Sèvres năm 1920, lần 2 được xác định qua Hiệp ước Lausanne năm 1923.

### Đề xuất thành lập liên minh với Hy Lạp
Năm 1948, Vua Pavlos I của Hy Lạp tuyên bố Síp mong muốn liên minh với Vương quốc Hy Lạp. Một cuộc trưng cầu dân ý được thực hiện bởi Chính thống giáo Síp năm 1950, với kết quả 97% dân đảo Síp gốc Hy Lạp muốn liên minh. Bản kiến nghị này trở thành một vấn đề quốc tế khi nó được Liên Hợp Quốc chấp nhận.

### Tình trạng khẩn cấp tại Síp
Đây là một hành động quân sự diễn ra tại Síp từ năm 1955 đến năm 1959, được thực hiện bởi nhóm quân sự Síp gốc Hy Lạp EOKA, với mục đích loại bỏ người Anh khỏi Síp để hòn đảo này được thống nhất với Hy Lạp.

### Độc lập
Hiệp ước London và Zurich được ký kết ngày 19/02/1959, mở ra con đường người Anh trao trả độc lập cho đảo Síp. Ngày 16/08/1960, Vương quốc Anh chính thức trao trả độc lập cho Síp. Đức Tổng giám mục Makarios III, một nhà lãnh đạo tôn giáo và chính trị có sức ảnh hưởng thời bấy giờ được bầu lên làm Tổng thống đầu tiên của quốc đảo này. Vương quốc Anh vẫn được giữ lại Khu căn quân sự Akrotiri và Dhekelia với tư cách là Lãnh thổ Hải ngoại của Anh

## Cư dân đáng chú ý
Fred Harrison (sinh 1944), nhà văn và nhà kinh tế học người Anh.